# Svetovno prvenstvo v hokeju na ledu 1938
Svetovno prvenstvo v hokeju na ledu 1938 je bilo dvanajsto Svetovno prvenstvo v hokeju na ledu. Potekalo je med 11. in 20. februarjem 1938 v Pragi, Češkoslovaška. Zlato medaljo je osvojila kanadska reprezentanca, srebrno britanska], bronasto pa češkoslovaška, v konkurenci štirinajstih reprezentanc. 

## Dobitniki medalj
| Zlato | Srebro | Bron |
| KanadaJohn Coulter Johnny Godfrey Buster Portland Percy Allen Pat McReavy Roy Heximer Gordie Bruce Reg Chipman Jimmy Russell Jack Marshall Mel Albright Glen Sutherland Archie Burn | Združeno kraljestvoJames Foster Robert Wyman Gordon Dailley Wilson John Davey Alexander Archer J. Kelly Halford Alexander Chappell Archibald Stinchcombe Riddley John Gerald | ČeškoslovaškaBohumil Modrý Antonín Houba František Pácalt Jaroslav Pušbauer Jan Michálek Ladislav Troják Josef Maleček Oldřich Kučera František Pergl Alois Cetkovský Jaroslav Císař Oldřich Hurych Zdeněk Jirotka Drahoš Jirotka |

## Tekme
*-po podaljšku, ***-po treh podaljških.

### Prvi krog
Prvouvrščene tri reprezentance iz vsake od treh skupin so napredovale v drugi krog.

#### Skupina A
| 11. februar 1937 | Švica | 1:0 | Madžarska | Praga, Češkoslovaška |

| Poročilo tekme      | Poročilo tekme | Poročilo tekme | Poročilo tekme | Poročilo tekme |
| ------------------- | -------------- | -------------- | -------------- | -------------- |
| Začetek: ni podatka |                |                |                |                |

| 11. februar 1937 | Litva | 1:0 | Romunija | Praga, Češkoslovaška |

| Poročilo tekme      | Poročilo tekme | Poročilo tekme | Poročilo tekme | Poročilo tekme |
| ------------------- | -------------- | -------------- | -------------- | -------------- |
| Začetek: ni podatka |                |                |                |                |

| 12. februar 1937 | Švica | 8:1 | Romunija | Praga, Češkoslovaška |

| Poročilo tekme      | Poročilo tekme | Poročilo tekme | Poročilo tekme | Poročilo tekme |
| ------------------- | -------------- | -------------- | -------------- | -------------- |
| Začetek: ni podatka |                |                |                |                |

| 12. februar 1937 | Poljska | 8:1 | Litva | Praga, Češkoslovaška |

| Poročilo tekme      | Poročilo tekme | Poročilo tekme | Poročilo tekme | Poročilo tekme |
| ------------------- | -------------- | -------------- | -------------- | -------------- |
| Začetek: ni podatka |                |                |                |                |

| 13. februar 1937 | Poljska | 3:0 | Romunija | Praga, Češkoslovaška |

| Poročilo tekme      | Poročilo tekme | Poročilo tekme | Poročilo tekme | Poročilo tekme |
| ------------------- | -------------- | -------------- | -------------- | -------------- |
| Začetek: ni podatka |                |                |                |                |

| 13. februar 1937 | Madžarska | 10:1 | Litva | Praga, Češkoslovaška |

| Poročilo tekme      | Poročilo tekme | Poročilo tekme | Poročilo tekme | Poročilo tekme |
| ------------------- | -------------- | -------------- | -------------- | -------------- |
| Začetek: ni podatka |                |                |                |                |

| 14. februar 1937 | Švica | 15:0 | Litva | Praga, Češkoslovaška |

| Poročilo tekme      | Poročilo tekme | Poročilo tekme | Poročilo tekme | Poročilo tekme |
| ------------------- | -------------- | -------------- | -------------- | -------------- |
| Začetek: ni podatka |                |                |                |                |

| 14. februar 1937 | Poljska | 3:0 | Madžarska | Praga, Češkoslovaška |

| Poročilo tekme      | Poročilo tekme | Poročilo tekme | Poročilo tekme | Poročilo tekme |
| ------------------- | -------------- | -------------- | -------------- | -------------- |
| Začetek: ni podatka |                |                |                |                |

| 15. februar 1937 | Madžarska | 3:1 | Romunija | Praga, Češkoslovaška |

| Poročilo tekme      | Poročilo tekme | Poročilo tekme | Poročilo tekme | Poročilo tekme |
| ------------------- | -------------- | -------------- | -------------- | -------------- |
| Začetek: ni podatka |                |                |                |                |

| 15. februar 1937 | Švica | 7:1 | Poljska | Praga, Češkoslovaška |

| Poročilo tekme      | Poročilo tekme | Poročilo tekme | Poročilo tekme | Poročilo tekme |
| ------------------- | -------------- | -------------- | -------------- | -------------- |
| Začetek: ni podatka |                |                |                |                |

##### Lestvica
OT-odigrane tekme, z-zmage, n-neodločeni izidi, P-porazi, DG-doseženo goli, PG-prejeti goli, GR-gol razlika, T-točke.
| # | Reprezentanca | OT | Z | N | P | DG | PG | GR  | T |
| - | ------------- | -- | - | - | - | -- | -- | --- | - |
| 1 | Švica         | 4  | 4 | 0 | 0 | 31 | 2  | +29 | 8 |
| 2 | Poljska       | 4  | 3 | 0 | 1 | 15 | 8  | +7  | 6 |
| 3 | Madžarska     | 4  | 2 | 0 | 2 | 13 | 6  | +7  | 4 |
| 4 | Litva         | 4  | 1 | 0 | 3 | 3  | 33 | -30 | 2 |
| 5 | Romunija      | 4  | 0 | 0 | 4 | 2  | 15 | -13 | 0 |

#### Skupina B
| 11. februar 1937 | Latvija | 3:1* | Norveška | Praga, Češkoslovaška |

| Poročilo tekme      | Poročilo tekme | Poročilo tekme | Poročilo tekme | Poročilo tekme |
| ------------------- | -------------- | -------------- | -------------- | -------------- |
| Začetek: ni podatka |                |                |                |                |

| 11. februar 1937 | Združeno kraljestvo | 1:0 | Nemčija | Praga, Češkoslovaška |

| Poročilo tekme      | Poročilo tekme | Poročilo tekme | Poročilo tekme | Poročilo tekme |
| ------------------- | -------------- | -------------- | -------------- | -------------- |
| Začetek: ni podatka |                |                |                |                |

| 12. februar 1937 | ZDA | 1:0 | Latvija | Praga, Češkoslovaška |

| Poročilo tekme      | Poročilo tekme | Poročilo tekme | Poročilo tekme | Poročilo tekme |
| ------------------- | -------------- | -------------- | -------------- | -------------- |
| Začetek: ni podatka |                |                |                |                |

| 12. februar 1937 | Združeno kraljestvo | 8:0 | Norveška | Praga, Češkoslovaška |

| Poročilo tekme      | Poročilo tekme | Poročilo tekme | Poročilo tekme | Poročilo tekme |
| ------------------- | -------------- | -------------- | -------------- | -------------- |
| Začetek: ni podatka |                |                |                |                |

| 13. februar 1937 | ZDA | 7:1 | Norveška | Praga, Češkoslovaška |

| Poročilo tekme      | Poročilo tekme | Poročilo tekme | Poročilo tekme | Poročilo tekme |
| ------------------- | -------------- | -------------- | -------------- | -------------- |
| Začetek: ni podatka |                |                |                |                |

| 13. februar 1937 | Nemčija | 1:0 | Latvija | Praga, Češkoslovaška |

| Poročilo tekme      | Poročilo tekme | Poročilo tekme | Poročilo tekme | Poročilo tekme |
| ------------------- | -------------- | -------------- | -------------- | -------------- |
| Začetek: ni podatka |                |                |                |                |

| 14. februar 1937 | Združeno kraljestvo | 5:1 | Latvija | Praga, Češkoslovaška |

| Poročilo tekme      | Poročilo tekme | Poročilo tekme | Poročilo tekme | Poročilo tekme |
| ------------------- | -------------- | -------------- | -------------- | -------------- |
| Začetek: ni podatka |                |                |                |                |

| 14. februar 1937 | ZDA | 1:0 | Nemčija | Praga, Češkoslovaška |

| Poročilo tekme      | Poročilo tekme | Poročilo tekme | Poročilo tekme | Poročilo tekme |
| ------------------- | -------------- | -------------- | -------------- | -------------- |
| Začetek: ni podatka |                |                |                |                |

| 15. februar 1937 | Nemčija | 8:0 | Norveška | Praga, Češkoslovaška |

| Poročilo tekme      | Poročilo tekme | Poročilo tekme | Poročilo tekme | Poročilo tekme |
| ------------------- | -------------- | -------------- | -------------- | -------------- |
| Začetek: ni podatka |                |                |                |                |

| 15. februar 1937 | Združeno kraljestvo | 1:1*** | ZDA | Praga, Češkoslovaška |

| Poročilo tekme      | Poročilo tekme | Poročilo tekme | Poročilo tekme | Poročilo tekme |
| ------------------- | -------------- | -------------- | -------------- | -------------- |
| Začetek: ni podatka |                |                |                |                |

##### Lestvica
OT-odigrane tekme, z-zmage, n-neodločeni izidi, P-porazi, DG-doseženo goli, PG-prejeti goli, GR-gol razlika, T-točke.
| # | Reprezentanca       | OT | Z | N | P | DG | PG | GR  | T |
| - | ------------------- | -- | - | - | - | -- | -- | --- | - |
| 1 | Združeno kraljestvo | 4  | 3 | 1 | 0 | 15 | 2  | +13 | 7 |
| 2 | ZDA                 | 4  | 3 | 1 | 0 | 10 | 2  | +8  | 7 |
| 3 | Nemčija             | 4  | 2 | 0 | 2 | 9  | 2  | +7  | 4 |
| 4 | Latvija             | 4  | 1 | 0 | 3 | 4  | 8  | -4  | 2 |
| 5 | Norveška            | 4  | 0 | 0 | 4 | 2  | 26 | -24 | 0 |

#### Skupina C
| 11. februar 1937 | Kanada | 3:2 | Švedska | Praga, Češkoslovaška |

| Poročilo tekme      | Poročilo tekme | Poročilo tekme | Poročilo tekme | Poročilo tekme |
| ------------------- | -------------- | -------------- | -------------- | -------------- |
| Začetek: ni podatka |                |                |                |                |

| 11. februar 1937 | Češkoslovaška | 1:0 | Avstrija | Praga, Češkoslovaška |

| Poročilo tekme      | Poročilo tekme | Poročilo tekme | Poročilo tekme | Poročilo tekme |
| ------------------- | -------------- | -------------- | -------------- | -------------- |
| Začetek: ni podatka |                |                |                |                |

| 13. februar 1937 | Kanada | 3:0 | Avstrija | Praga, Češkoslovaška |

| Poročilo tekme      | Poročilo tekme | Poročilo tekme | Poročilo tekme | Poročilo tekme |
| ------------------- | -------------- | -------------- | -------------- | -------------- |
| Začetek: ni podatka |                |                |                |                |

| 13. februar 1937 | Češkoslovaška | 0:0*** | Švedska | Praga, Češkoslovaška |

| Poročilo tekme      | Poročilo tekme | Poročilo tekme | Poročilo tekme | Poročilo tekme |
| ------------------- | -------------- | -------------- | -------------- | -------------- |
| Začetek: ni podatka |                |                |                |                |

| 15. februar 1937 | Češkoslovaška | 0:3 | Kanada | Praga, Češkoslovaška |

| Poročilo tekme      | Poročilo tekme | Poročilo tekme | Poročilo tekme | Poročilo tekme |
| ------------------- | -------------- | -------------- | -------------- | -------------- |
| Začetek: ni podatka |                |                |                |                |

| 15. februar 1937 | Švedska | 1:1*** | Avstrija | Praga, Češkoslovaška |

| Poročilo tekme      | Poročilo tekme | Poročilo tekme | Poročilo tekme | Poročilo tekme |
| ------------------- | -------------- | -------------- | -------------- | -------------- |
| Začetek: ni podatka |                |                |                |                |

##### Lestvica
OT-odigrane tekme, z-zmage, n-neodločeni izidi, P-porazi, DG-doseženo goli, PG-prejeti goli, GR-gol razlika, T-točke.
| # | Reprezentanca | OT | Z | N | P | DG | PG | GR | T |
| - | ------------- | -- | - | - | - | -- | -- | -- | - |
| 1 | Kanada        | 3  | 3 | 0 | 0 | 9  | 2  | +7 | 6 |
| 2 | Češkoslovaška | 3  | 1 | 1 | 1 | 1  | 3  | -2 | 3 |
| 3 | Švedska       | 3  | 0 | 2 | 1 | 3  | 4  | -1 | 2 |
| 4 | Avstrija      | 3  | 0 | 1 | 2 | 1  | 5  | -4 | 1 |

### Drugi krog
Najboljše štiri reprezentance iz vseh treh skupin so napredovale v boj za 1. do 4. mesto.

#### Skupina D
| 16. februar 1937 | Češkoslovaška | 2:0 | ZDA | Praga, Češkoslovaška |

| Poročilo tekme      | Poročilo tekme | Poročilo tekme | Poročilo tekme | Poročilo tekme |
| ------------------- | -------------- | -------------- | -------------- | -------------- |
| Začetek: ni podatka |                |                |                |                |

| 17. februar 1937 | Švica | 1:0 | ZDA | Praga, Češkoslovaška |

| Poročilo tekme      | Poročilo tekme | Poročilo tekme | Poročilo tekme | Poročilo tekme |
| ------------------- | -------------- | -------------- | -------------- | -------------- |
| Začetek: ni podatka |                |                |                |                |

| 18. februar 1937 | Češkoslovaška | 3:2* | Švica | Praga, Češkoslovaška |

| Poročilo tekme      | Poročilo tekme | Poročilo tekme | Poročilo tekme | Poročilo tekme |
| ------------------- | -------------- | -------------- | -------------- | -------------- |
| Začetek: ni podatka |                |                |                |                |

##### Lestvica
OT-odigrane tekme, z-zmage, n-neodločeni izidi, P-porazi, DG-doseženo goli, PG-prejeti goli, GR-gol razlika, T-točke.
| # | Reprezentanca | OT | Z | N | P | DG | PG | GR | T |
| - | ------------- | -- | - | - | - | -- | -- | -- | - |
| 1 | Češkoslovaška | 2  | 2 | 0 | 0 | 5  | 2  | +3 | 4 |
| 2 | Švica +       | 2  | 1 | 0 | 1 | 3  | 3  | 0  | 2 |
| 3 | ZDA           | 2  | 0 | 0 | 2 | 0  | 3  | -3 | 0 |

#### Skupina E
| 16. februar 1937 | Združeno kraljestvo | 3:2 | Švedska | Praga, Češkoslovaška |

| Poročilo tekme      | Poročilo tekme | Poročilo tekme | Poročilo tekme | Poročilo tekme |
| ------------------- | -------------- | -------------- | -------------- | -------------- |
| Začetek: ni podatka |                |                |                |                |

| 17. februar 1937 | Švedska | 1:0 | Poljska | Praga, Češkoslovaška |

| Poročilo tekme      | Poročilo tekme | Poročilo tekme | Poročilo tekme | Poročilo tekme |
| ------------------- | -------------- | -------------- | -------------- | -------------- |
| Začetek: ni podatka |                |                |                |                |

| 18. februar 1937 | Združeno kraljestvo | 7:1 | Poljska | Praga, Češkoslovaška |

| Poročilo tekme      | Poročilo tekme | Poročilo tekme | Poročilo tekme | Poročilo tekme |
| ------------------- | -------------- | -------------- | -------------- | -------------- |
| Začetek: ni podatka |                |                |                |                |

##### Lestvica
OT-odigrane tekme, z-zmage, n-neodločeni izidi, P-porazi, DG-doseženo goli, PG-prejeti goli, GR-gol razlika, T-točke.
| # | Reprezentanca       | OT | Z | N | P | DG | PG | GR | T |
| - | ------------------- | -- | - | - | - | -- | -- | -- | - |
| 1 | Združeno kraljestvo | 2  | 2 | 0 | 0 | 10 | 3  | +7 | 4 |
| 2 | Švedska +           | 2  | 1 | 0 | 1 | 3  | 3  | 0  | 2 |
| 3 | Poljska             | 2  | 0 | 0 | 2 | 1  | 8  | -7 | 0 |

#### Skupina F
| 16. februar 1937 | Kanada | 3:2* | Nemčija | Praga, Češkoslovaška |

| Poročilo tekme      | Poročilo tekme | Poročilo tekme | Poročilo tekme | Poročilo tekme |
| ------------------- | -------------- | -------------- | -------------- | -------------- |
| Začetek: ni podatka |                |                |                |                |

| 17. februar 1937 | Nemčija | 1:0 | Madžarska | Praga, Češkoslovaška |

| Poročilo tekme      | Poročilo tekme | Poročilo tekme | Poročilo tekme | Poročilo tekme |
| ------------------- | -------------- | -------------- | -------------- | -------------- |
| Začetek: ni podatka |                |                |                |                |

| 18. februar 1937 | Kanada | 1:1*** | Madžarska | Praga, Češkoslovaška |

| Poročilo tekme      | Poročilo tekme | Poročilo tekme | Poročilo tekme | Poročilo tekme |
| ------------------- | -------------- | -------------- | -------------- | -------------- |
| Začetek: ni podatka |                |                |                |                |

##### Lestvica
OT-odigrane tekme, z-zmage, n-neodločeni izidi, P-porazi, DG-doseženo goli, PG-prejeti goli, GR-gol razlika, T-točke.
| # | Reprezentanca | OT | Z | N | P | DG | PG | GR | T |
| - | ------------- | -- | - | - | - | -- | -- | -- | - |
| 1 | Kanada        | 2  | 1 | 1 | 0 | 4  | 3  | +1 | 3 |
| 2 | Nemčija +     | 2  | 1 | 0 | 1 | 3  | 3  | 0  | 2 |
| 3 | Madžarska     | 2  | 0 | 1 | 1 | 1  | 2  | -1 | 1 |

- + - opomba: Vse tri drugouvrščene reprezentance, švicarska, švedska in nemška, so imele enako število točk in razliko v zadetkih, v polfinale pa je napredovala nemška reprezentanca, ker je bila v skupini s kanadsko.

### Zaključni boji

#### Tekma za 5. mesto
| 19. februar 1937 | Švedska | 2:0 | Švica | Praga, Češkoslovaška |

| Poročilo tekme      | Poročilo tekme | Poročilo tekme | Poročilo tekme | Poročilo tekme |
| ------------------- | -------------- | -------------- | -------------- | -------------- |
| Začetek: ni podatka |                |                |                |                |

#### Polfinale
| 19. februar 1937 | Kanada | 1:0 | Nemčija | Praga, Češkoslovaška |

| Poročilo tekme      | Poročilo tekme | Poročilo tekme | Poročilo tekme | Poročilo tekme |
| ------------------- | -------------- | -------------- | -------------- | -------------- |
| Začetek: ni podatka |                |                |                |                |

| 19. februar 1937 | Češkoslovaška | 0:1 | Združeno kraljestvo | Praga, Češkoslovaška |

| Poročilo tekme      | Poročilo tekme | Poročilo tekme | Poročilo tekme | Poročilo tekme |
| ------------------- | -------------- | -------------- | -------------- | -------------- |
| Začetek: ni podatka |                |                |                |                |

#### Tekma za 3. mesto
| 20. februar 1937 | Češkoslovaška | 3:0 | Nemčija | Praga, Češkoslovaška |

| Poročilo tekme      | Poročilo tekme | Poročilo tekme | Poročilo tekme | Poročilo tekme |
| ------------------- | -------------- | -------------- | -------------- | -------------- |
| Začetek: ni podatka |                |                |                |                |

#### Finale
| 20. februar 1937 | Kanada | 3:1 | Združeno kraljestvo | Praga, Češkoslovaška |

| Poročilo tekme      | Poročilo tekme | Poročilo tekme | Poročilo tekme | Poročilo tekme |
| ------------------- | -------------- | -------------- | -------------- | -------------- |
| Začetek: ni podatka |                |                |                |                |

## Končni vrstni red
1. Kanada
2. Združeno kraljestvo
3. Češkoslovaška
4. Nemčija
5. Švedska
6. Švica
7. Madžarska
8. ZDA
9. Poljska
10. Latvija
11. Litva
12. Avstrija
13. Romunija
14. Norveška